# 류강 (1961년)
류강(劉剛, 1961년 1월 30일 ~ )은 중화인민공화국의 반체제 인사이다.
중화인민공화국 지린성 랴오위안시 출신인 그는 1984년에 중공의 과기대를 나온 뒤 같은 해 북경대 이과 연구생으로 들어가 1986년 졸업하였다. 졸업 후에는 전자 부품 공장에서 근무하였다.
1989년 톈안먼 사건이 일어나기 전에 그는 왕단 등과 함께 인민영웅기념비로의 노동자 시위 행렬에 함께 나섰고, 왕단, 쿵칭둥 등과 함께 덩샤오핑의 공산당 정권을 비판하였다. 
그러다가 공안의 수배를 받던 중에 허베이성 바오딩시로 도망쳤다가 거기에서 공안에 붙잡혔다. 체포 후 징역 6년 형을 선고 받았다. 나중에는 미국에 이민을 갔고 그곳에서 덩샤오핑 정권에 대해서 반대 시위자로 계속 활동하였다.